# 特魯爾斯·莫雷加德
特魯爾斯·莫雷加德（瑞典語：Truls Möregårdh，2002年2月16日—），瑞典男子乒乓球运动员。

## 职业生涯
2018年，首次参加世乒赛的莫雷加德随瑞典国家队在2018年世界乒乓球團體錦標賽上获得铜牌。
2021年，他在世界乒乓球单项锦标赛連續擊敗莊智淵、派翠克·法蘭茲卡、夸德里·阿鲁纳、蒂莫·波尔等世界好手闖入決賽，成為該屆最大黑馬，最後以0-4負於樊振东，获得男子单打银牌。2023年7月，莫雷加德参加2023赛季中国乒乓球超级联赛，代表乐旋体育集团俱乐部参赛。後來又加盟萨尔布吕肯乒乓球俱乐部。
2024年，第一次参加奥运会，在男单第二轮中战胜头号种子、中国选手王楚钦，半决赛战胜4号种子、巴西名将卡尔德拉诺，决赛中不敌2号种子、中国選手樊振东，获得银牌，成为本届比赛男单项目最大黑马，也成为继2008年奥运会男单殿军佩尔森后时隔16年首个打入该项目四强和继2000年奥运会男单亚军瓦尔德内尔后时隔24年首个获得该项目奖牌的瑞典选手。之后又参加团体比赛，与队友一起获得一枚银牌，创造了2008年设立乒乓球团体项目以来瑞典队的最好成绩。
2025年，在卡塔尔多哈举办的2025年世界乒乓球锦标赛男单比赛中，莫雷加德连续战胜中华台北选手高承睿、韩国选手張禹珍、日本选手户上隼辅等名将闯入单打四强；男单半决赛，莫雷加德1比4不敌中国选手王楚钦，获得铜牌。

## 國際賽事成績

### 世界乒乓球錦標賽
| 年份   | 地點             | 成績 | 成績 | 成績 | 成績 |
| 年份   | 地點             | 單打 | 雙打 | 混雙 | 團體 |
| ------ | ---------------- | ---- | ---- | ---- | ---- |
| 2018年 | 瑞典哈爾姆斯塔德 |      |      |      | 季軍 |
| 2019年 | 匈牙利布達佩斯   | 64強 | －   | －   |      |
| 2021年 | 美国休斯顿       | 亞軍 | 16強 | 32強 |      |
| 2022年 | 中国成都         |      |      |      | 8強  |
| 2023年 | 南非德班         | 32強 | －   | 8強  |      |
| 2024年 | 釜山             |      |      |      | 16強 |
| 2025年 | 多哈             | 季军 | 16强 | －   |      |

### 夏季奥林匹克运动会乒乓球比赛
| 年份   | 地點     | 成績 | 成績 | 成績 |
| 年份   | 地點     | 單打 | 混雙 | 團體 |
| ------ | -------- | ---- | ---- | ---- |
| 2024年 | 法國巴黎 | 亞軍 |      | 亞軍 |

## 外部連結
- 特魯爾斯·莫雷加德的Instagram帳戶
- 特魯爾斯·莫雷加德在世界桌球職業大聯盟中的主頁 （页面存档备份，存于）（英文）